# Holly Gillibrand
Pour les articles homonymes, voir Gillibrand.
Holly Gillibrand, née en 2005, est une militante écologiste écossaise. À partir de 13 ans, elle a sauté l'école pendant une heure tous les vendredis dans le cadre de la grève scolaire pour le climat. Elle est organisatrice des Fridays for Future Scotland.
Elle a été nommée jeune écossaise de l'année 2019 du Glasgow Times,. Elle a également été nommée l 'une des 30 femmes inspirantes sur la liste Woman's_Hour (en) Power List de la BBC et a été interviewée dans l'émission. Elle a écrit pour le Lochaber Times.
En août 2020, elle a soutenu Chris Packham (en) dans une campagne nationale visant à mettre fin à la criminalité liée aux espèces sauvages. En novembre de cette année-là, elle et d'autres jeunes militants ont eu une séance de questions-réponses avec Alok Sharma. Elle est conseillère jeunesse pour l'organisation caritative Heal Rewilding, dont le but est de rendre plus de terres à la nature.